# Marco Haller
Marco Haller (Sankt Veit an der Glan, 1 de abril de 1991) es un ciclista profesional austriaco que desde 2025 corre para el equipo suizo Tudor Pro Cycling Team de categoría UCI ProTeam.
Alcanzó su primera victoria en el circuito UCI WorldTour en la cuarta etapa del Tour de Pekín 2012 en donde se batió en un sprint final con corredores como Alessandro Petacchi y Elia Viviani.

## Palmarés
2012
- 1 etapa del Tour de Pekín

2014
- 1 etapa de la Vuelta a Austria

2015
- Tour de los Fiordos
- Campeonato de Austria en Ruta

2021
- 2.º en el Campeonato de Austria en Ruta

2022
- 1 etapa del Tour de Noruega
- BEMER Cyclassics

## Resultados en Grandes Vueltas y Campeonatos del Mundo
Durante su carrera deportiva ha conseguido los siguientes puestos en las Grandes Vueltas y en los Campeonatos del Mundo:
| Carrera         | Carrera         | 2010 | 2011 | 2012 | 2013 | 2014 | 2015  | 2016  | 2017  | 2018 | 2019  | 2020  | 2021  | 2022 | 2023 | 2024 | 2025 |
| --------------- | --------------- | ---- | ---- | ---- | ---- | ---- | ----- | ----- | ----- | ---- | ----- | ----- | ----- | ---- | ---- | ---- | ---- |
|                 | Giro de Italia  | —    | —    | —    | —    | —    | —     | —     | —     | —    | 116.º | —     | —     | —    | —    | —    | —    |
|                 | Tour de Francia | —    | —    | —    | —    | —    | 126.º | 162.º | 155.º | —    | 148.º | 143.º | 127.º | 86.º | 78.º | 85.º | 97.º |
|                 | Vuelta a España | —    | —    | —    | —    | —    | —     | —     | 118.º | —    | —     | —     | —     | —    | —    | —    | —    |
| Mundial en Ruta | Mundial en Ruta | —    | —    | —    | —    | Ab.  | 26.º  | 34.º  | 112.º | —    | Ab.   | —     | Ab.   | —    | 31.º | —    | —    |

—: no participa

Ab.: abandono

## Equipos
- Tyrol Team (2010)
- Adria Mobil (2011)
- Katusha (2012-2019)
  - Katusha Team (2012-2013)
  - Katusha (2013)
  - Team Katusha (2014-2016)
  - Team Katusha-Alpecin (2017-2019)
- Bahrain[1] (2020-2021)
  - Team Bahrain McLaren (2020)
  - Team Bahrain Victorious (2021)
- Bora-Hansgrohe (2022-2024)
  - Bora-Hansgrohe (2022-2024)[2]
  - Red Bull-BORA-hansgrohe (2024)[3]
- Tudor Pro Cycling Team (2025-)